# Lijst van steden met tramlijnen in Roemenië
Hieronder volgt een lijst van steden waar elektrische trams rijden of hebben gereden in Roemenië.
- Arad
- Boekarest
- Botoșani
- Brăila
- Brașov

- Cluj-Napoca
- Constanța
- Craiova
- Galați
- Iași

- Oradea
- Ploiești
- Reșița
- Sibiu
- Timișoara

België ·
Canada ·
Duitsland ·
Frankrijk ·
Japan ·
Nederland ·
Oekraïne ·
Oostenrijk ·
Polen ·
Roemenië ·
Rusland ·
Verenigd Koninkrijk ·
Verenigde Staten ·
Zwitserland